# عين الحديد
عين الحديد سميت قديما (Martimprey)، مدينة وبلدية تابعة إقليميا إلى دائرة فرندة ولاية تيارت الجزائرية وهي من أقدم بلديات ولاية تيارت.

## أحياء المدينة
من أهم أحيائها:
- الحي العتيق " الكاريال"
- حي الكاستور سابقا طاهر شاوش حاليا.
- حي تاهونزة حي اللوز سابقا.
- حي مسعودي الحبيب حي النيلو سابقا
- حي قلايلية مصطفى حاليا الفيلاج سابقا

## جغرافية البلدية

### الموقع الجغرافي
يحدها كل من:
- شمالا: وادي الأبطال وجيلالي بن عمار.
- جنوبا: عين كرمس، جبيلة الرصفاء والمعايزية.
- شرقا: فرندة وسيدي بختي.
- غربا: تخمارت.

وهناك ست قرى تابعة للبلدية، وهي: قرية طرنانش، قرية مرغنيس وقرية أولاد يحي.قرية عبيد.قرية القليب 
وقرية غابة عودة

### التضاريس

سد جرجار بعين الحديد.

بلدية عين الحديد عبارة عن أرض مسطحة، تقع بين ثلاث جبال: جبال القعدة من الجنوب الشرقي وجبل خلافة من الشمال الشرقي والجبل الأخضر من الشمال الغربي، كما أنه تقع بدخلها جبال صغيرة منها جبل بومعزة وجبل تملاحت.

## التاريخ
هناك معلم تاريخي غير ظاهر، ربما يكون قد طمر تحت الأرض نتيجة فعل الزمن، ويسمى هذا المعلم معلم الغزالة يعود تاريخه إلى العهد الروماني بمنطقة طرنانش، وقد حدث منذ سنوات أن زارت المنطقة بعثة علمية من العاصمة في مهمة البحث عن هذا المعلم ولكنها لم تواصل البحث.

## وصلات أخرى

### وصلات داخلية
- ولاية تيارت
- دائرة فرندة

### وصلات خارجية
1. ↑  إحصـاء الديوان الوطنـي لبلديات تيارت 2008 نسخة محفوظة 03 أغسطس 2016 على موقع واي باك مشين.
2. ↑  GeoNames (بالإنجليزية), 2005, QID:Q830106